# ATC (N04)
Jest to część klasyfikacji anatomiczno-terapeutyczno-chemicznej:
- N – Ośrodkowy układ nerwowy
  - N 01 – Leki znieczulające
  - N 02 – Leki przeciwbólowe
  - N 03 – Leki przeciwdrgawkowe
  - N 04 – Leki stosowane w chorobie Parkinsona
  - N 05 – Leki psycholeptyczne
  - N 06 – Psychoanaleptyki
  - N 07 – Inne leki wpływające na układ nerwowy

Obejmuje ona leki stosowane w chorobie Parkinsona:

## N 04 A – Preparaty przeciwcholinergiczne
- N 04 AA – Aminy trzeciorzędowe
  - N 04 AA 01 – triheksyfenidyl
  - N 04 AA 02 – biperyden
  - N 04 AA 03 – metiksen
  - N 04 AA 04 – procyklidyna
  - N 04 AA 05 – profenamina
  - N 04 AA 08 – deksetymid
  - N 04 AA 09 – fenglutarymid
  - N 04 AA 10 – mazatykol
  - N 04 AA 11 – bornapryna
  - N 04 AA 12 – tropatepina
- N 04 AB – Etery o budowie chemicznej zbliżonej do leków antyhistaminowych
  - N 04 AB 01 – etanautyna
  - N 04 AB 02 – orfenadryna
- N 04 AC – Estry i pochodne tropiny
  - N 04 AC 01 – benzatropina
  - N 04 AC 30 – etylobenzatropina

## N 04 B – Leki dopaminergiczne
- N 04 BA – Dopa i jej pochodne
  - N 04 BA 01 – lewodopa
  - N 04 BA 02 – lewodopa i inhibitor dekarboksylazy
  - N 04 BA 03 – lewodopa i inhibitor dekarboksylazy w połączeniach z inhibitorem COMT
  - N 04 BA 04 – melewodopa
  - N 04 BA 05 – melewodopa i inhibitor dekarboksylazy
  - N 04 BA 06 – etylewodopa i inhibitor dekarboksylazy
  - N 04 BA 07 – lewodopa i inhibitor dekarboksylazy
- N 04 BB – Pochodne adamantanu
  - N 04 BB 01 – amantadyna
- N 04 BC – Agonisty dopaminy
  - N 04 BC 01 – bromokryptyna
  - N 04 BC 02 – pergolid
  - N 04 BC 03 – metanosulfonian dihydroergokryptyny
  - N 04 BC 04 – ropinirol
  - N 04 BC 05 – pramipeksol
  - N 04 BC 06 – kabergolina
  - N 04 BC 07 – apomorfina
  - N 04 BC 08 – pirybedyl
  - N 04 BC 09 – rotygotyna
- N 04 BD – Inhibitory monoaminooksydazy typu B
  - N 04 BD 01 – selegilina
  - N 04 BD 02 – rasagilina
  - N 04 BD 03 – safinamid
- N 04 BX – Inne
  - N 04 BX 01 – tolkapon
  - N 04 BX 02 – entakapon
  - N 04 BX 03 – budypina
  - N 04 BX 04 – opikapon

## N 04 C – Inne leki stosowane w chorobie Parkinsona
- N 04 CX – Inne leki stosowane w chorobie Parkinsona
  - N 04 CX 01 – istradefilina